# Nawdm (Ethnie)
Die Nawdm (auch: Loso, Losso, Losu, Naoudem, Naudem, Naudm, Nawdam) sind eine Ethnie mit insgesamt ca. 145.600 Angehörigen (1991 GILLBET, nur für Togo).
Ihre Sprache wird ebenfalls Nawdm bezeichnet und gehört zu den Gur-Sprachen.
Bekannte angehörige dieses Volkes:
- Boumbéra Alassounouma, Außenminister Togos in der Regierung von Premierminister Edem Kodjo
- Jean-Marie Barandao, ehemaliger Botschafter Togos in Frankreich
- Kléber Dadjo, Interimspräsident Togos 1967 nach einem Militärputsch